# 紐納山
75°18′S 72°41′W / 75.300°S 72.683°W
紐納山（英語：Mount Neuner），是南極洲的山峰，位於帕爾默地，處於錢德勒山西南面6公里，美國地質調查局根據測量和該國海軍的空中照片繪入地圖，現時由南極條約體系管理。